# Philonotis operta
Philonotis operta är en bladmossart som beskrevs av Robert Statham Williams 1909. Philonotis operta ingår i släktet källmossor, och familjen Bartramiaceae. Inga underarter finns listade i Catalogue of Life.